# Olivier Grunewald
Pour les articles homonymes, voir Grunewald.
Olivier Grunewald, né le 14 août 1959 à Paris, est un photographe français qui s'intéresse particulièrement à la nature, aux paysages et à la faune. Il a remporté quatre fois le prestigieux prix World Press Photo.

## Biographie
Olivier Grunewald nait à  Paris en 1959. Il commence la photographie à l'âge de 14 ans. Il étudie la photographie publicitaire à l'école Gobelins, à Paris. Après ses études, il commence comme photographe indépendant spécialisé dans les sports, l'alpinisme et l'escalade et a continué l'escalade et la photographie pour les 10 prochaines années avec un appareil photographique de moyen format.
Plus tard sans sa carrière, il opte pour des appareils photos large format (en) et commence à se spécialiser dans la photographie nature sauvage, et un projet à plus long terme sur les volcans. Il voyage à travers le monde et collabore avec sa femme Bernadette Gilbertas, géographe et journaliste.
Il a également produit des documentaires pour Wild Earth for Science et Nature magazine.
Depuis 1997, il se spécialise dans les images de volcan et parcourt le monde pour illustrer la diversité des phénomènes et des paysages volcaniques.

## Récompenses
- Fondation de la Vocation  1988 [4]
- 4 World Press Photo: 1995 (tortues luth en Guyane française), 2002 (Northern lights), 2004 (volcans du Kamchatka), 2011 (volcan Nyiragongo)[1]
- Wildlife Photographer of the Year, compétition de photographie animalière annuelle, dirigée par le Musée d'histoire naturelle de Londres et BBC Wildlife.

## Publications
Majoritairement publié en France et aussi dans la presse étrangère, incluant Le Figaro Magazine, GEO, Great Features, VOD, BBC Wildlife, Focus, Airone, National Geographic Magazine.
Il est également le coauteur de 15 ouvrages :
- Escalade Passion par Jean Kouchner et Olivier Grunewald (Éditions Atlas,1991,  (ISBN 2-7312-1043-5),  (ISBN 978-2-7312-1043-9))
- Australie terre du rêve, par Olivier Grunewald et Bernadette Gilbertas (Nathan Nature, 1999,  (ISBN 2-09-261004-X),  (ISBN 978-2-09-261004-6))
- L'Ouest américain, territoires sauvages par Michel Le Bris et Olivier Grunewald (Le Chêne, 12 mai 1999,  (ISBN 2-84277-154-0),  (ISBN 978-2-84277-154-6))
- Images de la Création (Éditions du Chêne, 3 novembre 1999,  (ISBN 2-84277-541-4),  (ISBN 2-84277-239-3),  (ISBN 978-2-84277-239-0))
- Lebendige Erde. par Olivier Grunewald et Bernadette Gilbertas (Weingarten, 1er octobre 2000,  (ISBN 3-8170-2527-0),  (ISBN 978-3-8170-2527-5))
- Islande, l'île rebelle, par Olivier Grunewald et Bernadette Gilbertas (Nathan Nature, 20 septembre 2001,  (ISBN 2-09-261004-X),  (ISBN 978-2-09-261010-7))
- Island. Insel aus Feuer und Eis. par Olivier Grunewald et Bernadette Gilbertas (Delius Klasing Verlag GmbH, 1er octobre 2002,  (ISBN 3-7688-1409-2),  (ISBN 978-3-7688-1409-6))
- Namibie, le désert de la vie, par Olivier Grunewald et Bernadette Gilbertas (Nathan, 2003,  (ISBN 2-09-261042-2))
- Lumières de la Création (Éditions du Chêne, 3 mars 2004,  (ISBN 2-84277-541-4),  (ISBN 978-2-84277-541-4))
- Nature, par Olivier Grunewald et Bernadette Gilbertas (Éditions du Chêne, 2004,  (ISBN 2-84277-526-0))
- L'ouest américain, territoire sauvage, par Olivier Grunewald et Michel Le Bris (Éditions du Chêne, 2005,  (ISBN 2-84277-618-6))
- Canyons : Au pays des Roches rouges, par Olivier Grunewald et Bernadette Gilbertas (Nathan, 2005,  (ISBN 2-09-261100-3))
- Tsingy, forêt de Pierre - Madagascar, par Olivier Grunewald et David Wolozan (Altus, 2006,  (ISBN 2-9526011-0-0))
- Volcans par Olivier Grunewald et Jacques-Marie Bardintzeff  (Le Chêne sept. 2007,  (ISBN 978-2-84277-707-4))
- Islande, l'île inachevée par Olivier Grunewald et Bernadette Gilbertas (Éditions de la Martinière Sept. 2011,  (ISBN 2732444553))
- Origine, par Olivier Grunewald et Bernadette Gilbertas, éditions Paulsen, 2017.